# Otročín (Stříbro)
Otročín je malá vesnice, část města Stříbro v okrese Tachov v Plzeňském kraji. Nachází se čtyři kilometry severozápadně od Stříbra. Otročín leží v katastrálním území Otročín u Stříbra o rozloze 5,03 km².

## Historie
První písemná zmínka o vesnici pochází z roku 1390.

## Obyvatelstvo
| Rok            | 1869 | 1880 | 1890 | 1900 | 1910 | 1921 | 1930 | 1950 | 1961 | 1970 | 1980 | 1991 | 2001 | 2011 | 2021 |
| -------------- | ---- | ---- | ---- | ---- | ---- | ---- | ---- | ---- | ---- | ---- | ---- | ---- | ---- | ---- | ---- |
| Počet obyvatel | 183  | 167  | 186  | 200  | 215  | 203  | 188  | 90   | 85   | 88   | 56   | 28   | 39   | 31   | 37   |
| Počet domů     | 31   | 32   | 32   | 33   | 36   | 37   | 36   | 34   | 34   | 25   | 13   | 14   | 15   | 12   | 15   |

## Obecní správa
Při sčítání lidu v letech 1850–1959 Otročín byl samostatnou obcí v okrese Stříbro. V letech 1960–1979 byl částí obce Těchlovice v okrese Tachov. Od 1. ledna 1980 je částí města Stříbro v okrese Tachov.

## Pamětihodnosti
Asi 1,7 kilometru jižně od vesnice se nad Otročínským potokem nachází pozůstatky hradiště Otročín z pozdní doby halštatské.

## Rodáci
- Wenzel Manlik (1861–1921), římskokatolický kněz

## Galerie

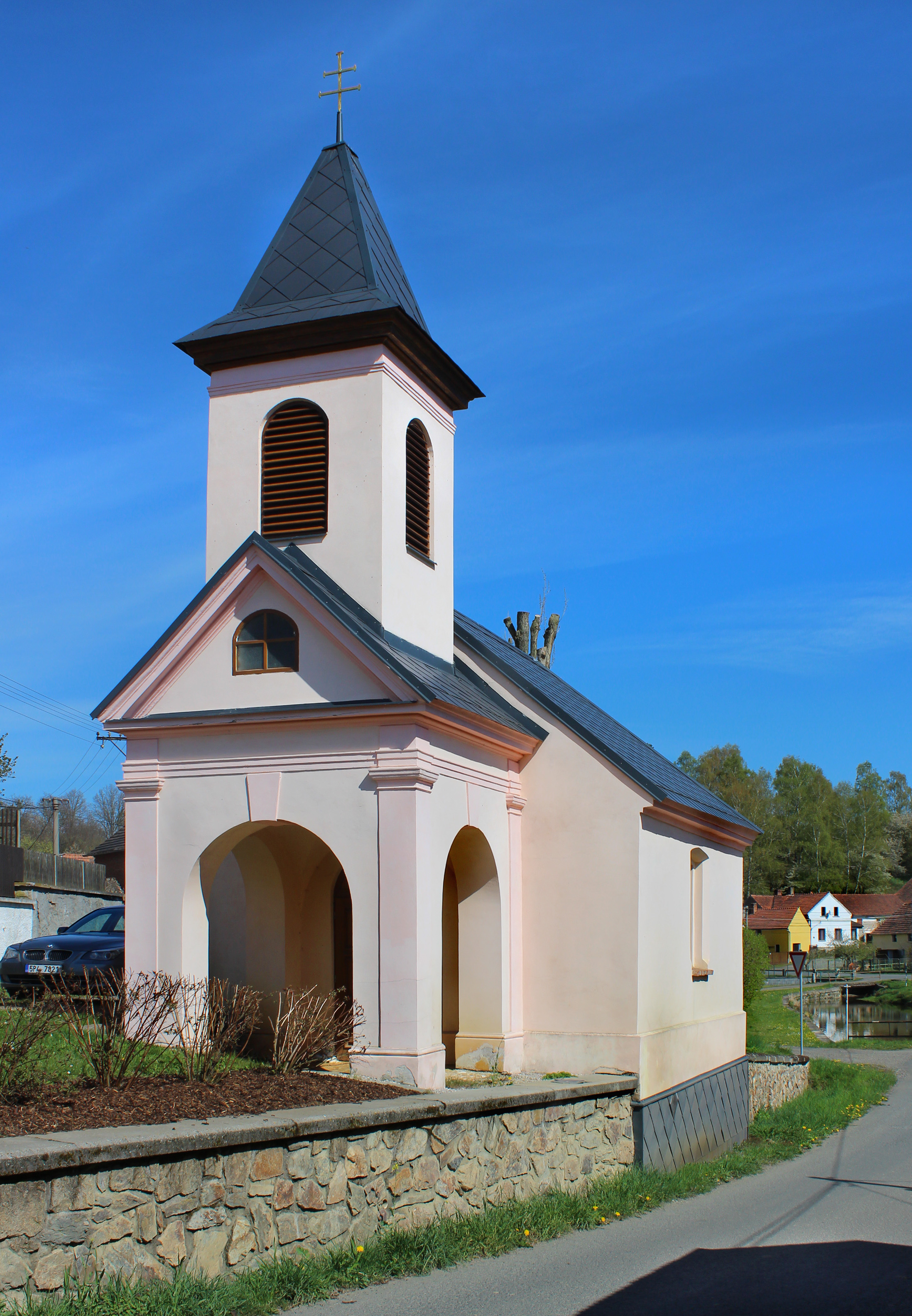
Kostelík
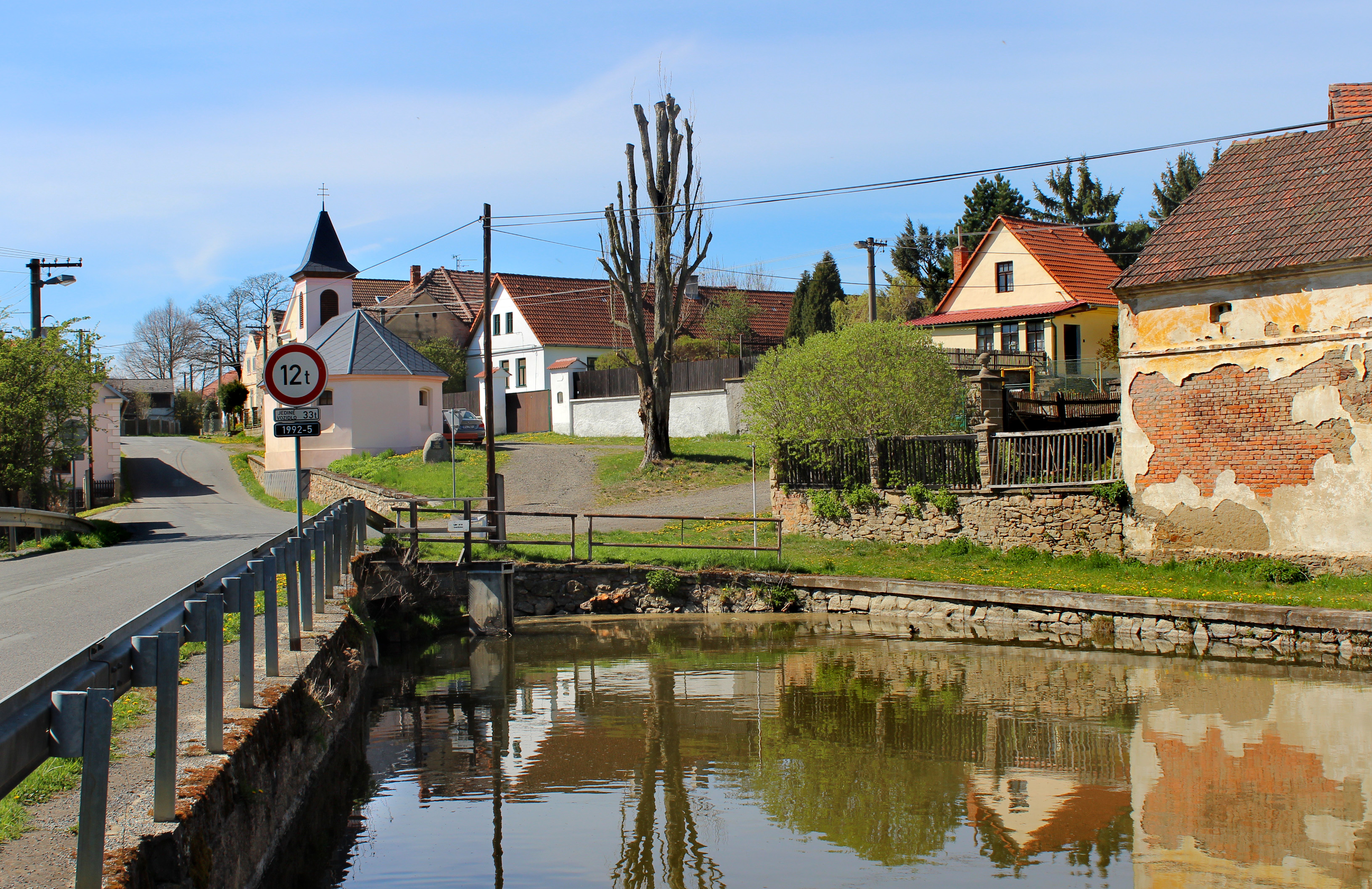
Návesní rybník
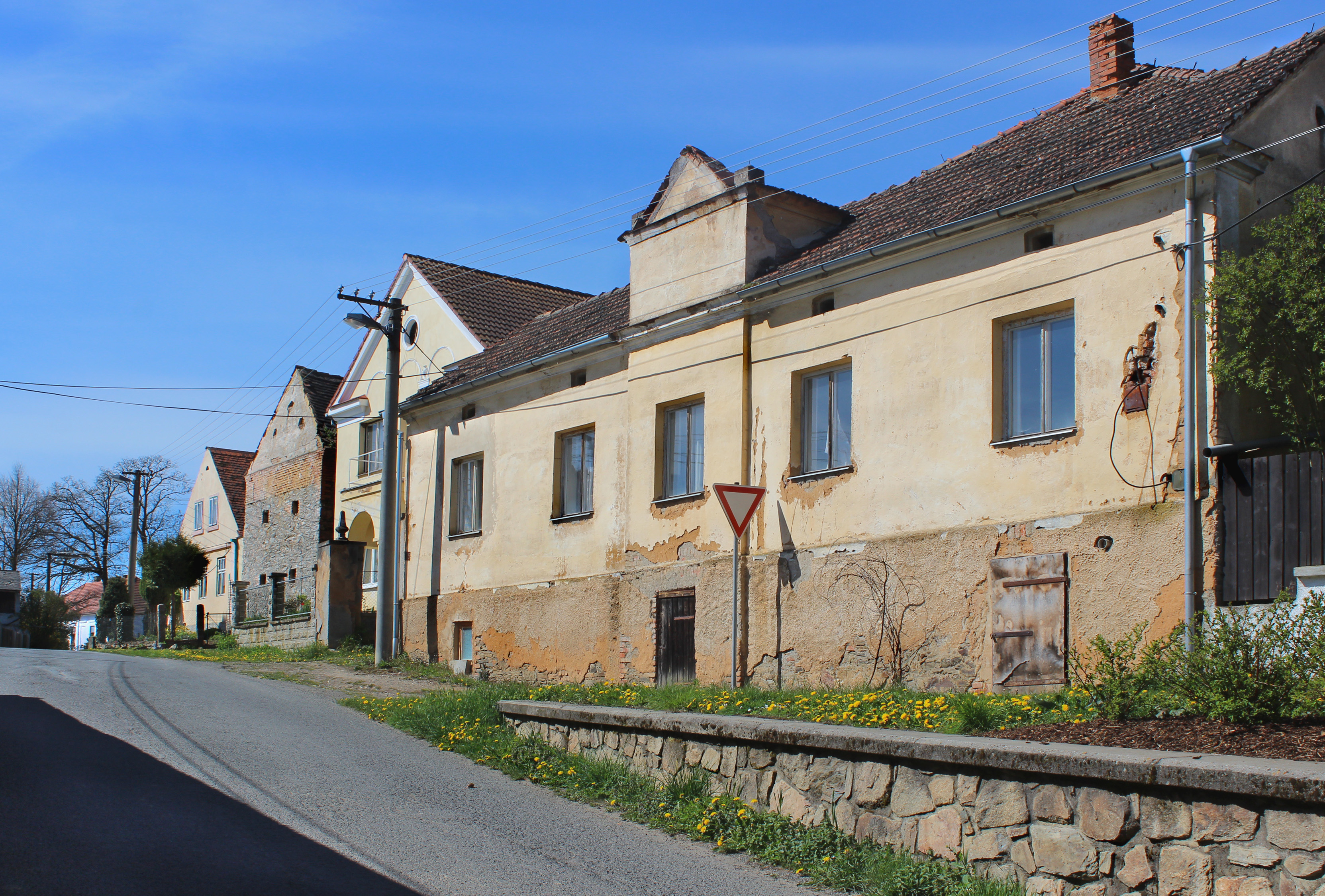
Domy v horní části vesnice